# Доњи Неволјани
Доњи Неволјани (грч. Βαλτόνερα, Валт̀онера) је насеље у Грчкој у општини Суровичево, периферија Западна Македонија. Према попису из 2021. било је 172 становника.
На попису из 1928. године Доњи Неволјани су имали 219 становника, од чега су Словени већина а остало грчке избеглице са Кавказа и аромунске породице из Епира.

## Становништво
| Година       | 1951 | 1961 | 1971 | 1981 | 1991 | 2001 | 2011 |
| ------------ | ---- | ---- | ---- | ---- | ---- | ---- | ---- |
| Становништво | 353  | 365  | 319  | 358  | 357  | 312  | 232  |